# Квадреле (Авелино)
Квадреле (итал. Quadrelle) је насеље у Италији у округу Авелино, региону Кампанија.
Према процени из 2011. у насељу је живело 1893 становника. Насеље се налази на надморској висини од 293 м.

## Становништво
| 1931. | 1936. | 1951. | 1961. | 1971. | 1981. | 1991. | 2001. | 2011. |
| ----- | ----- | ----- | ----- | ----- | ----- | ----- | ----- | ----- |
| 844   | 882   | 1.013 | 1.099 | 1.011 | 1.226 | 1.396 | 1.573 | 1.893 |